# ۱۷۹۴ (میلادی)

## رویدادها
آغاز سلطنت آغا محمدخان قاجار.
سقوط پادشاهی زندیان توسط قاجاریان

## زادروزها
- ۲۰ فوریه - ویلیام کارلتون، رمان‌نویس ایرلندی (م. ۱۸۶۹ (میلادی))
- ۲۱ فوریه - آنتونیو لوپز ده سانتا آنا، ژنرال و رییس‌جمهور مکزیک (م. ۱۸۷۶ (میلادی))
- ۱۰ آوریل - متیو کالبریت پری، ناخدای آمریکایی (م. ۱۸۵۸ (میلادی))
- ۱۷ مه - آنا بونل جیمسون، نویسنده بریتانیایی (م. ۱۸۶۰ (میلادی))
- ۲۴ مه - ویلیام ویول، دانشمند، فیلسوف، و پژوهشگر تاریخ علم انگلیسی (م. ۱۸۶۶ (میلادی))
- ۲۷ مه - کورنلیوس وندربیلت، کارگشای آمریکایی (م. ۱۸۷۷ (میلادی))
- ۵ ژوئیه - سیلوستر گراهام، ویژه‌گر تغذیه و مخترع آمریکایی (م. ۱۸۵۱ (میلادی))
- ۳ نوامبر - ویلیام کولن برایانت، شاعر آمریکایی (م. ۱۸۷۸ (میلادی))
- ۱۰ نوامبر - رابرت تاونز، بازرگان و بنیان‌گذار تانزویل، کوینزلند، استرالیا (م. ۱۸۷۳ (میلادی))
- تاریخ نامعلوم
  - چارلز توماس لانگلی، اسقف اعظم کانتربری (م. ۱۸۶۸ (میلادی))
  - میرزا شافی واضح، شاعر آذری (م. ۱۸۵۲ (میلادی))

هم‌چنین رده: زادگان ۱۷۹۴ (میلادی) را ببینید.

## مرگ‌ها
- ۴ ژانویه - نیکولاس لاکنر، مارشال فرانسه (اعدام‌شده) (ز. ۱۷۲۲ (میلادی))
- ۶ ژانویه - لوییس ده البی، رهبر انقلابی فرانسوی (اعدام‌شده) (ز. ۱۷۵۲ (میلادی))
- ۸ ژانویه - جاستوس موسر، سیاست‌مدار آلمانی (ز. ۱۷۲۰ (میلادی))
- ۱۶ ژانویه - ادوارد گیبون، تاریخ‌شناس انگلیسی (ز. ۱۷۳۷ (میلادی))
- ۲۸ ژانویه - هنری ده لا روچجاکلین، رهبر انقلابی فرانسوی (ز. ۱۷۷۲ (میلادی))
- ۳۱ ژانویه - ماریوت آربوتنات، دریادار بریتانیایی (ز. ۱۷۱۱ (میلادی))
- ۲۴ مارس - ژاکس هبرت، رهبر انقلابی فرانسوی (اعدام‌شده) (ز. ۱۷۵۷ (میلادی))
- ۲۸ مارس - مارکویز ده کوندورکت، ریاضی‌دان، فیلسوف، و دانشمند سیاست فرانسوی (مرگ در زندان) (ز. ۱۷۴۳ (میلادی))
- ۵ آوریل
  - جورجس دانتون، رهبر انقلابی فرانسوی (اعدام‌شده) (ز. ۱۷۵۹ (میلادی))
  - کامیله دسمولینس، رهبر انقلابی فرانسوی (اعدام‌شده) (ز. ۱۷۶۰ (میلادی))
  - ماری ژان هرالت ده سشلز، رهبر انقلابی فرانسوی (اعدام‌شده) (ز. ۱۷۵۹ (میلادی))
  - فابره ده اگلانتین، نمایش‌نامه‌نویس و انقلابی فرانسوی (اعدام‌شده) (ز. ۱۷۵۰ (میلادی))
  - فرانز جوزف وسترمان، رهبر انقلابی فرانسوی و ژنرال (اعدام‌شده)
- ۱۳ آوریل - پیر گاسپارد چاومت، رهبر انقلابی فرانسوی (اعدام‌شده) (ز. ۱۷۶۳ (میلادی))
- ۱۸ آوریل - چارلز پرات، رئیس کل داوران بریتانیای کبیر (ز. ۱۷۱۴ (میلادی))
- ۲۳ آوریل - گیلامه-چرتین ده لامویگنون ده مالشربس، سیاست‌مدار فرانسوی (اعدام‌شده) (ز. ۱۷۲۱ (میلادی))
- ۲۷ آوریل - سر ویلیام جونز، زبان‌شناس انگلیسی (ز. ۱۷۴۶ (میلادی))
- ۸ مه - آنتوان لاووازیه، شیمی‌دان فرانسوی (اعدام‌شده) (ز. ۱۷۴۳ (میلادی))
- ۱۴ ژوئن - فرانسیس سیمور-کونوی، نایب‌السلطنه ایرلند (ز. ۱۷۱۸ (میلادی))
- ۱۷ژوئن - مارگارت-الی گوادت، رهبر انقلابی فرانسوی (اعدام‌شده) (ز. ۱۷۵۳ (میلادی))
- ۱۸ ژوئن - فرانز نیکولاس لئونارد بوزوت، رهبر انقلابی فرانسوی (خودکشی) (ز. ۱۷۶۰ (میلادی))
- ۲۷ ژوئن - ونزل آنتون گراف کاونیتز، سیاست‌مدار اتریشی (ز. ۱۷۱۱ (میلادی))
- ۱۷ ژوئیه - جان روباک، مخترع انگلیسی (ز. ۱۷۱۸ (میلادی))
- ۲۵ ژوئیه - آندره چنیر، نویسنده فرانسوی (اعدام‌شده) (ز. ۱۷۶۲ (میلادی))
- ۱۵ سپتامبر - آبراهام کلارک، امضاکنندهٔ آمریکایی دادخواست استقلال (ز. ۱۷۲۵ (میلادی))
- ۱۵ نوامبر - جان ویترسپون، امضاکنندهٔ آمریکایی دادخواست استقلال (ز. ۱۷۲۳ (میلادی))